# Жена на Луната
„Жена в Луната“ (на немски: Frau im Mond) е немски научнофантастичен филм. Премиерата му е на 15 октомври 1929 г. в Берлин пред аудитория от 2000 души. Един от първите филми в историята, в които е показано космическо пътешествие. Филмът е написан и режисиран от Фриц Ланг, по мотиви от романа на Теа фон Харбоу, съпруга на режисьора тогава. Пуснат е по кината в САЩ със заглавие „Rocket to the Moon“, а във Великобритания – като „Woman in the Moon“. В своята книга „Демоничен екран“ най-големият немски и френски изследовател на немския кино-експресионизъм Лота Айснер, отбелязва, че главният интерес на режисьора се е състоял в реалистичното представяне на процеса на пуска на ракетата.
Този филм е включен в списъка на най-достоверните научнофантастични филми по версията на NASA.
Филмът е заснет в периода между октомври 1928 г. и юни 1929 г. в студия в Бабелсберг, близо до столицата.

## В ролите
| Актьор                | Роля                                    |
| --------------------- | --------------------------------------- |
| Вили Фрич             | Волф Хелиус                             |
| Герда Маурус          | Фрида Велтен                            |
| Густав фон Вангенхайм | инженер Ханс Виндехер                   |
| Фриц Расп             | човекът, който се нарича Валтер Тьорнер |
| Клаус Пол             | професор Георг Манфелд                  |
| Густл Гештетенбаур    | малкият Густав                          |